# Guzmania subcorymbosa
Guzmania subcorymbosa es una especie de planta fanerógama del género Guzmania. Es originaria de Colombia, Panamá, y Costa Rica.

## Descripción
Son plantas que alcanzan un tamaño de hasta 70 cm en flor, acaules, reproduciéndose por retoños estoloníferos. Las hojas de 30-54 x 1-1.5 cm, con estrías longitudinales purpúreas proximalmente; vainas castaño basalmente, pardo pálido con bandas purpúreas distalmente; láminas angostamente liguladas a triangulares, atenuadas, glabras a esparcidamente pardo punteadas. Escapo de 20-60 cm; brácteas subfoliáceas con láminas alargadas. Inflorescencia 2-5 cm, compuesta, más o menos corimbosa; brácteas primarias generalmente más cortas que las ramas; espigas 2.5-4 cm, patentes a ascendentes, con 3-5(-9) flores. Brácteas florales 1-1.3 cm, ligeramente más cortas que los sépalos, carinadas, por lo menos apicalmente. Flores erectas a ascendentes, sésiles a subsésiles; sépalos 1-1.5 cm, connatos por 3-5 mm, coriáceos; pétalos   2 cm, blancos. Cápsulas 1.5-1.7 cm; coma de la semilla ferrugínea.

## Distribución y hábitat
Se encuentra en las selvas altas perennifolias, bosques submontanos húmedos, desde Costa Rica a Colombia.

## Taxonomía
Guzmania subcorymbosa fue descrita por Lyman Bradford Smith y publicado en Contributions from the Gray Herbarium of Harvard University 117: 10–11, t. 1, f. 16. 1937.